# Phyllurus
Phyllurus – rodzaj jaszczurek z rodziny Carphodactylidae.

## Zasięg występowania
Rodzaj obejmuje gatunki występujące w Australii.

## Systematyka
Rodzaj zdefiniował w 1822 roku szwajcarski lekarz i przyrodnik Heinrich Rudolf Schinz w drugiej części publikacji własnego autorstwa poświęconej systematyce królestwa zwierząt. Gatunkiem typowym jest (oznaczenie monotypowe) Phyllurus platurus.

### Etymologia
- Geckoides: rodzaj Gecko  Brongniart, 1800; -οιδης -oidēs ‘przypominający’[6]. Gatunek typowy (oznaczenie monotypowe): Lacerta platura Shaw, 1790.
- Phyllurus: gr. φυλλον phullon ‘liść’[7]; ουρα oura ‘ogon’[8].

### Podział systematyczny
Do rodzaju należą następujące gatunki: 
- Phyllurus amnicola Hoskin, Couper, Schneider & Covacevich, 2000
- Phyllurus caudiannulatus Covacevich, 1975
- Phyllurus championae Couper, Schneider, Hoskin & Covacevich, 2000
- Phyllurus fimbriatus Hoskin, 2023
- Phyllurus gulbaru Hoskin, Couper & Schneider, 2003
- Phyllurus isis Couper, Covacevich & Moritz, 1993
- Phyllurus kabikabi Couper, Hamley & Hoskin, 2008
- Phyllurus nepthys Couper, Covacevich & Moritz, 1993
- Phyllurus ossa Couper, Covacevich & Moritz, 1993
- Phyllurus pinnaclensis Hoskin, Bertola & Higgie, 2019
- Phyllurus platurus (Shaw, 1790)